# Mongetera tepary
La mongetera tepary (Phaseolus acutifolius), és una espècie de planta cultivada del mateix gènere de la mongetera comuna és nativa del sud-oest dels Estats Units i de Mèxic i ja es cultivava en aquesta zona en temps precolombins. Resisteix millor la secada que la mongetera comuna (Phaseolus vulgaris) i es cultiva en zones àrides i semiàrides des d'Arizona a Costa Rica passant per Mèxic. Pot créixer en secà en llocs on la pluviometria és de només 400 litres anuals. Recentment s'ha introduït a l'agricultura africana.
El nom tepary probablement deriva de la frase Tohono O'odham t'pawi o "És una mongeta".
Les mongetes tepary, com les altres mongetes es mengen cuites després d'haver-les deixat en remull unes hores. Alguns indígenes americans les torren abans.